# Long Valley (Marie-Byrd-Land)
Das Long Valley ist ein vereistes und 10 km langes Tal im westantarktischen Marie-Byrd-Land. Im Königin-Maud-Gebirge erstreckt es sich vom Mount Blackburn in nordwestlicher Richtung zum Griffith-Gletscher.
Der United States Geological Survey kartierte es anhand eigener Vermessungen und Luftaufnahmen der United States Navy aus den Jahren von 1960 bis 1963. Das Advisory Committee on Antarctic Names benannte es 1967 nach Walter H. Long Jr. (1925–1996), Luftbildfotograf der Flugstaffel VX-6 bei der Operation Deep Freeze der Jahre 1966 und 1967.